# 日刊プロスポーツ新聞社
株式会社日刊プロスポーツ新聞社（にっかんプロスポーツしんぶんしゃ）は、東京都荒川区に本社を置く競輪予想紙の編集、発行、販売を行う企業。1950年（昭和25年）創業。

## 沿革
- 1947年(昭和22年)：創立者の月岡朝太郎が「自転車」を創刊
- 1948年(昭和23年)：大宮競輪場の開場と同時に予想紙赤競の発行を開始
- 1950年(昭和24年)6月：日刊プロスポーツ新聞社が設立
- 1952年(昭和27年)：「自転車」を「日刊プロスポーツ」に改題
- 1960年(昭和35年)：「日刊プロスポーツ」を「プロスポーツ」と改題
- 1969年(昭和44年)：現社屋完成。輪転機を設置
- 1977年(昭和52年)：社屋増築　新型オフセット輪転機設置
- 1978年(昭和53年)：月岡朝太郎が会長に、月岡洋児が社長にそれぞれ就任
  - 「プロスポーツ新人杯」創設
- 1981年(昭和56年)：月岡朝太郎会長に勲四等瑞宝章が授与される
- 1983年(昭和58年)：優秀新人を対象とする「プロスポーツ 若鷲賞」始まる
- 1984年(昭和59年)：創設者 月岡朝太郎会長永眠
- 1990年(平成2年)：本社杯「ルーキーチャンピオンレース 若鷲賞」始まる
- 1992年(平成4年)：コンピューターシステムを本稼動
- 1998年(平成10年)：「FAX-NET赤競」発売開始
- 1999年(平成11年)：本社ホームページ「KEIRIN EXPRESS」開設
- 2003年(平成15年)：枚葉機、CTP導入による新システム構築
  - 「競輪新聞 赤競」大幅改訂
- 2004年(平成16年)：プロスポーツメディア事業室発足
  - 「赤競.NET」発売開始
- 2005年(平成17年)：「赤競Cnet」発売開始
- 2007年(平成19年)：創業60周年を迎える
- 2019年(平成31年)：「プロスポーツ」休刊（3月）

## 主な商品
赤競
元々は「競輪新聞」として創刊。創刊当初から赤い文字の題字を使用していたので、競輪ファンの間で「赤競」の通称で知られ、後に通称の「赤競」を正式な新聞名として使用するようになった（ただし、「競輪新聞」の題字は2014年現在も使用）。
「赤競」は競輪予想紙の中でも、ネット、コンビニを利用した販売経路を多用した買いやすさを売りにしている。
プロスポーツ
毎週水曜日発行、16ページ立て、350円。内容は、主に発売日の1週間〜10日後に開催される場の予想及び展望が中心。そして、後半のページには、開催場の成績を入場者数及び売上の各記録とともに掲載している他、日刊プロスポーツが独自の計算方法で脚力指数を算定したS級選手のデータを掲載している。2019年3月に紙媒体での発行は休刊となり、以後は競輪公式サイト（KEIRIN.JP）にて「プロスポーツ号外版」等のコンテンツを提供している。